# Rasmus Green
Rasmus Green (9 aprile 1980 – Næstved, 12 giugno 2006) è stato un calciatore danese, di ruolo centrocampista.

## Biografia
Calciatore danese, muore il 12 giugno 2006 a causa di un malore durante un allenamento con la sua squadra, il Næstved Boldklub.

## Carriera
Formatosi nelle giovanili del Brøndby e dell'AB, esordì in Superligaen il 26 novembre 2000 nella partita persa per 2 a 1 contro il Lyngby Boldklub. Con l'AB giocò tre stagioni in massima serie danese. Nel 2003 passò al Ølstykke Fodbold Club e due anni dopo al Næstved Boldklub, sodalizio in cui militerà sino alla morte.